# John Cox (cầu thủ bóng đá)
John Davies Cox (sinh ngày 31 tháng 12 năm 1870) là một cầu thủ bóng đá người Anh, thi đấu ở vị trí right half.

## Sự nghiệp
Sinh ra ở Spondon, Cox thi đấu chuyên nghiệp cho Derby County, và có 1 lần ra sân cho đội tuyển quốc gia Anh in 1892.